# Histoire de Touva
Sauf précision contraire, les dates de cet article sont sous-entendues dans le calendrier grégorien.
L'histoire de Touva, région sibérienne établie sur le Haut-Ienisseï et sujet de la Russie en tant que république de Touva, commence avec des peuplements préhistoriques. Région peuplée par des peuples paléo-Sibériens depuis le Paléolithique supérieur, son histoire reste floue à cause du manque de sources. Peuplée par les Scythes dès le IXe siècle av. J.-C., de nombreux royaumes turcs se sont ensuite succédé. Des conquêtes de Gengis Khan jusqu'au XVIIIe siècle, Touva fut dirigée par des empires Mongols avant d'être soumise par la dynastie Qing. De la révolution chinoise de 1911 à son annexation à l'URSS le 11 octobre 1944, la région fut partiellement indépendante malgré la présence temporaire de troupes blanches, soviétiques ou chinoises. Son développement commença  après l'annexion soviétique, et continue depuis. La région est l'une des rares de Sibérie à ne pas avoir perdu de population après la dislocation de l'URSS, grâce à la natalité des Touvains, l'ethnie locale.

## Préhistoire

### Âge de pierre
D'après des études génétiques réalisées en 1999-2000, il y a une similarité forte entre les anciens peuples qui vivaient à Touva il y a 30 000 ans et les Touvains actuels. Les premières traces humaines remontent au Paléolithique moyen, à l'époque acheuléenne (de -300 000 à -100 000), sur les monts Tannou-Oula, près du village de Torgalyg. Pendant la période du Moustérien (de -100 000 à -30 000 dans la région), des sites avec des outils en pierre ont été laissés dans le Haut-Ienisseï.
Au Paléolithique supérieur, le développement de l'Homme dans la région commence (il y a 20 000 à 15 000 ans) avec l'apparition de communautés tribales. Ils pratiquaient la chasse, la cueillette, la pêche et possédaient des grandes pirogues, des huttes et vivaient aussi dans des grottes.
Le Néolithique commence avec le polissage, le perçage et la retouche de la pierre, il y a 6 000 à 5 000 ans, avec la création d'arcs, flèches, poteries et de motifs. Les peuples se sont engagés dans l'élevage d'animaux (chèvre chevaux et vaches), et la population a commencé à augmenter.

### Âge du Bronze
L'Âge du Bronze à Touva s'étale de la fin du IIIe millénaire au IXe siècle av. J.-C., et fut marqué par la transition vers un mode de vie sédentaire, avec de l'élevage combiné à une agriculture primitive. La chasse, la pêche et la cueillette sont restées néanmoins importantes. Selon les fouilles, l'usage du cuivre a commencé, avec des objets obtenus par forgeage. Le bronze est aussi apparu, et des divers objets en bronze de cette époque ont été retrouvés : couteaux, poignards, flèches, etc..
L'utilisation de charrettes a commencé, tout comme la confection du cuir, le tissage et le filage. Les habitants d'alors étaient les ancêtres des Dinglings, peuple avec des traits caucasiens et des traits mongoloïdes. Dans les anciennes chroniques chinoises, ils sont décrits de taille moyenne, avec une forte corpulence, un visage oblong, une peau blanche. Ils avaient les cheveux blonds et un nez aquilin.

### Période scythe
Au tournant des IIe et Ier millénaires av. J.-C., les changements de conditions naturelles et climatiques en Sibérie méridionale et dans les steppes d'Asie centrale ont contribué au développement de l'élevage bovin, qui devenait rentable. En même temps, la maîtrise du fer permet la propagation de l'Âge du Fer dans ces mêmes régions. Les Scythes, des cavaliers nomades, excellent dans le domaine militaire, et leurs actions sont connues à la fois en Chine et en Europe. Ces peuples sont supposés parler le proto-turc, et ont donné dans la région les Dinglings (en),.
Dans l'histoire du Haut-Ienisseï, le début de l'époque scythe commence au IXe siècle av. J.-C. pour terminer au IIIe siècle av. J.-C. Contrairement à d'autres périodes touvaines, celle-ci est très documentée grâce aux nombreux sites retrouvés. Diffusant l'Âge du Fer, la société se développe avec les caractéristiques des Scythes, c'est-à-dire les armes, la monture des chevaux et l'art des Scythes, un type d'art des steppes. De nombreux tumulus ont été retrouvés, notamment dans la vallée d'Ouyouk et dans d'autres lieux du territoire. C'est à ce moment-là que l'élevage bovin nomade apparut, qui persista en partie jusqu'à la sédentarisation en 1945-1955. Grâce à l'excédent de richesses produites, la société s'est stratifiée, avec aussi l'apparition de l'héritage de père en fils,.

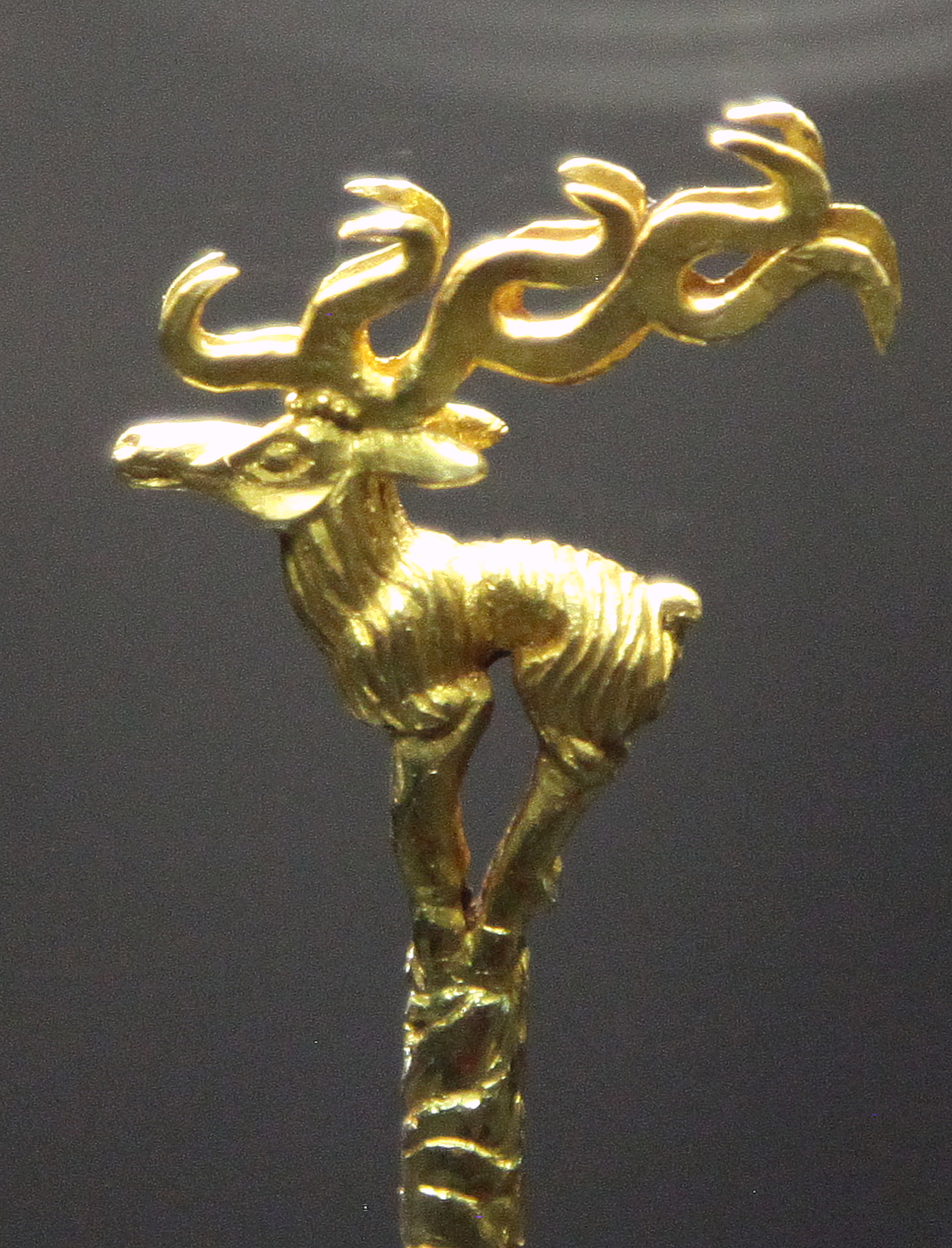
Cerf de « style animalier » de la culture d'Arjan, (.

Le style animalier scytho-sibérien en art est caractérisé par des images stylisés d'animaux réels ou fantastiques, des motifs végétaux et animaux liés, où les armes et chevaux sont omniprésents dans la région. On peut aussi voir des parures, des images de cerfs, léopards, chevaux, souvent dynamiques dans leur représentation. Cet art, symbole scythe, montre aussi ses guerriers et cavaliers, avec les vastes espaces steppiques,.
La période scythe fait partie de la culture de l'Ouïouk, elle-même faisant partie de la culture Saka, et se divise dans la région en trois étapes,:
- La culture d'Arjan (en) (IXe – VIIIe siècles av. J.-C.)
- La culture d'Aldy-Bel (en) (VIIe – VIe siècles av. J.-C.)
- La culture Salgy-Baji (Ve – IIIe siècles av. J.-C.)

#### Vallée des rois
La vallée des rois, ou vallée de l'Ouïouk, est le principal site archéologique de Touva, qui date de la période scythe. Cet ensemble de sites, qui datent du IXe au VIIe siècle av. J.-C., illustre l'art scythe de par la richesse des découvertes. En automne 2001, une fouille a permis la découverte de plus de 5000 objets en or (pendentifs, boucles d'oreilles, perles, etc.), avec une masse totale de près de vingt kilogrammes. Cette découverte a démontré l'artisanat très répandu dans la région ainsi que sa richesse. La vallée des rois témoigne d'une confédération de tribus militaire et de type féodal dans la région avec une richesse et une puissance importante,.
Un des sites de cette vallée est Arjaan (I et II), des tumulus fouillés dans les années 1980 puis en 2001, avec des objets en or, fer, des poignards, flèches, etc. L'ornement en or est omniprésent dans tous les objets. Les sites datent de la période d'essor des Scythes dans la région, y témoignant d'une avance sur son temps, alors que l'Âge du Fer n'a pas encore commencé en Chine voisine. Aux tumuli d'Arjan (VIIIe – IIIe siècles av. J.-C.), une sépulture d'un ancien chef de tribu, de sa femme et quinze proches y a été retrouvés, avec aussi plus de 160 chevaux. L'art se développe, formant l'Art des steppes, toujours existant dans certaines sociétés. Le bronze est favorisé dans l'art, tout comme les cornes, les os, la pierre et le bois,.

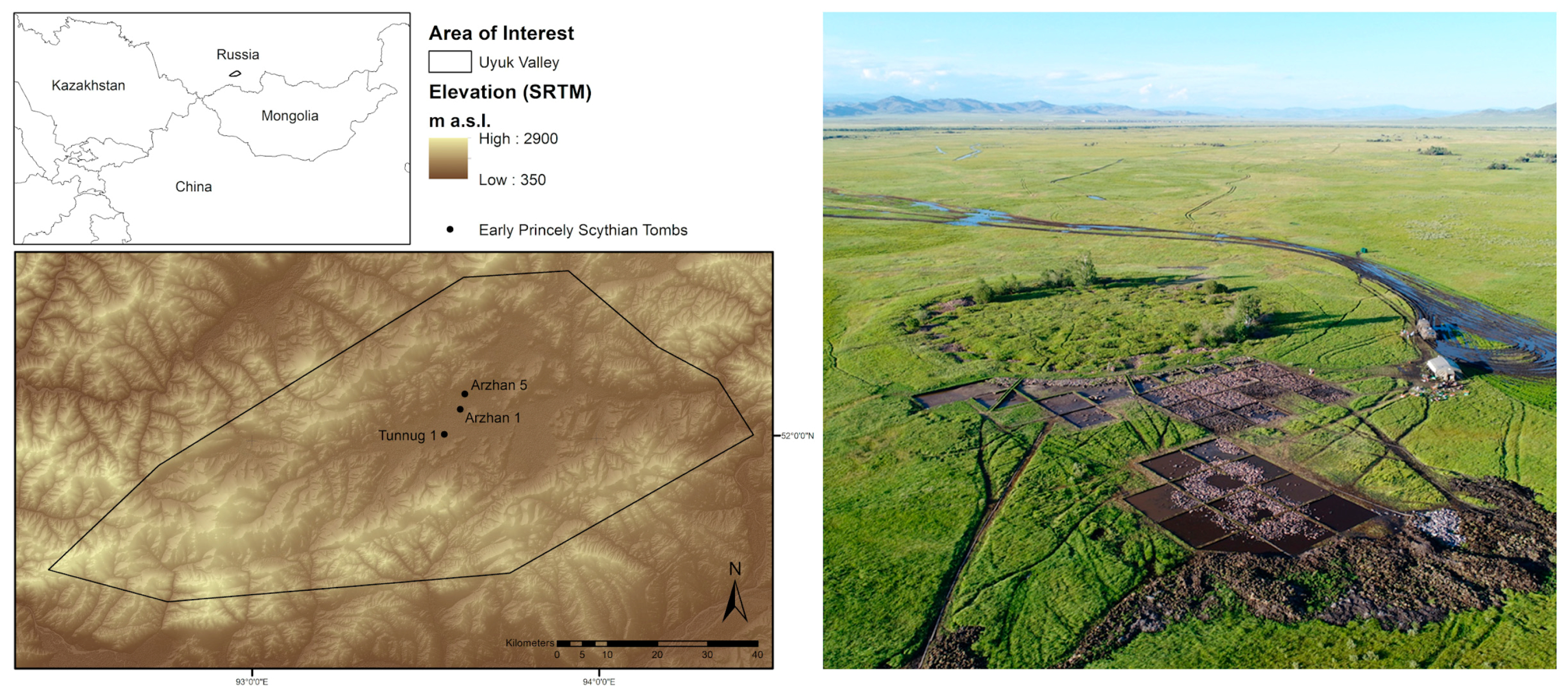
Carte de la vallée des rois scythes, avec le tumulus de Tunnug 1.
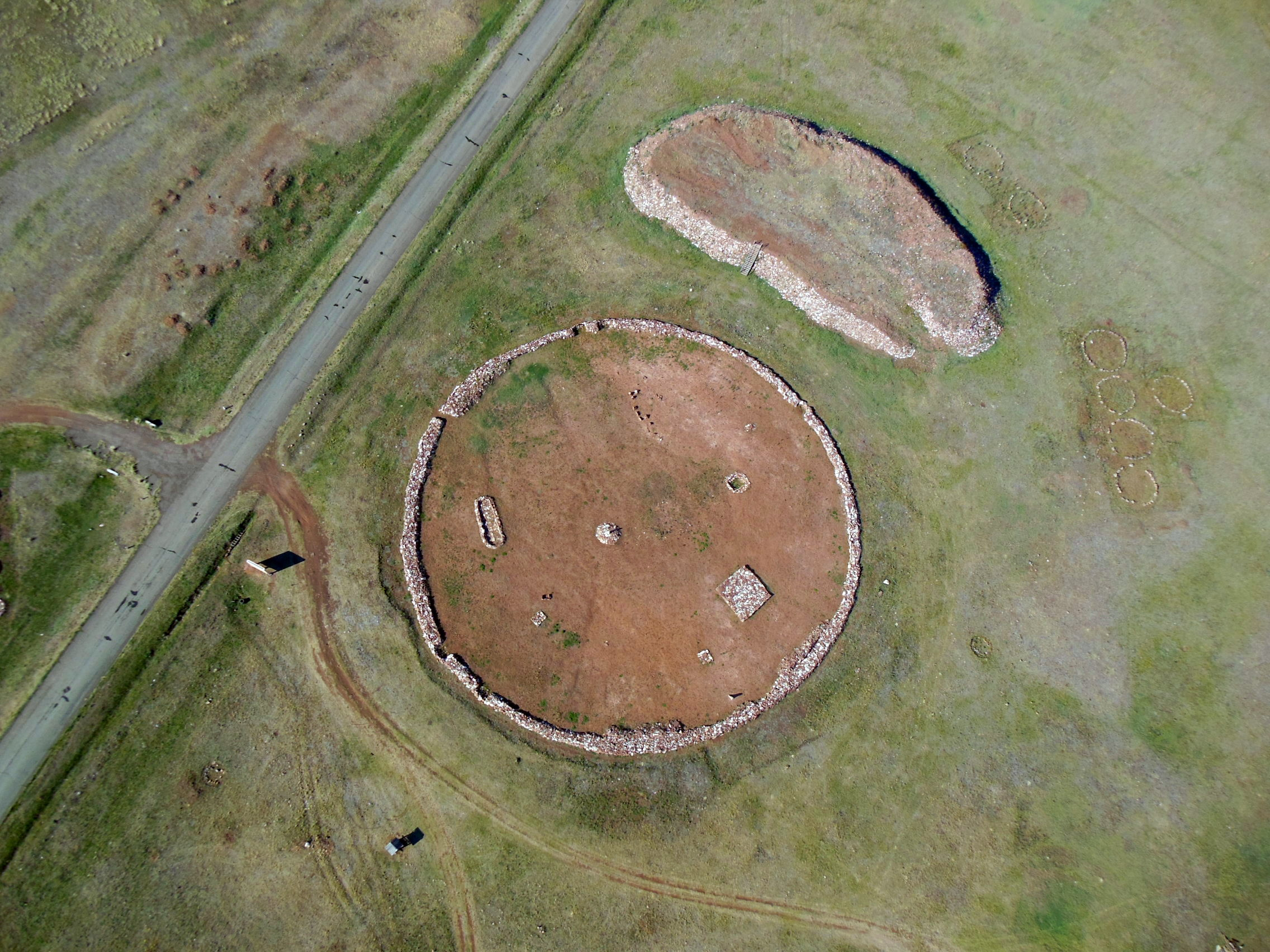
Tumulus d'Arjan-2.
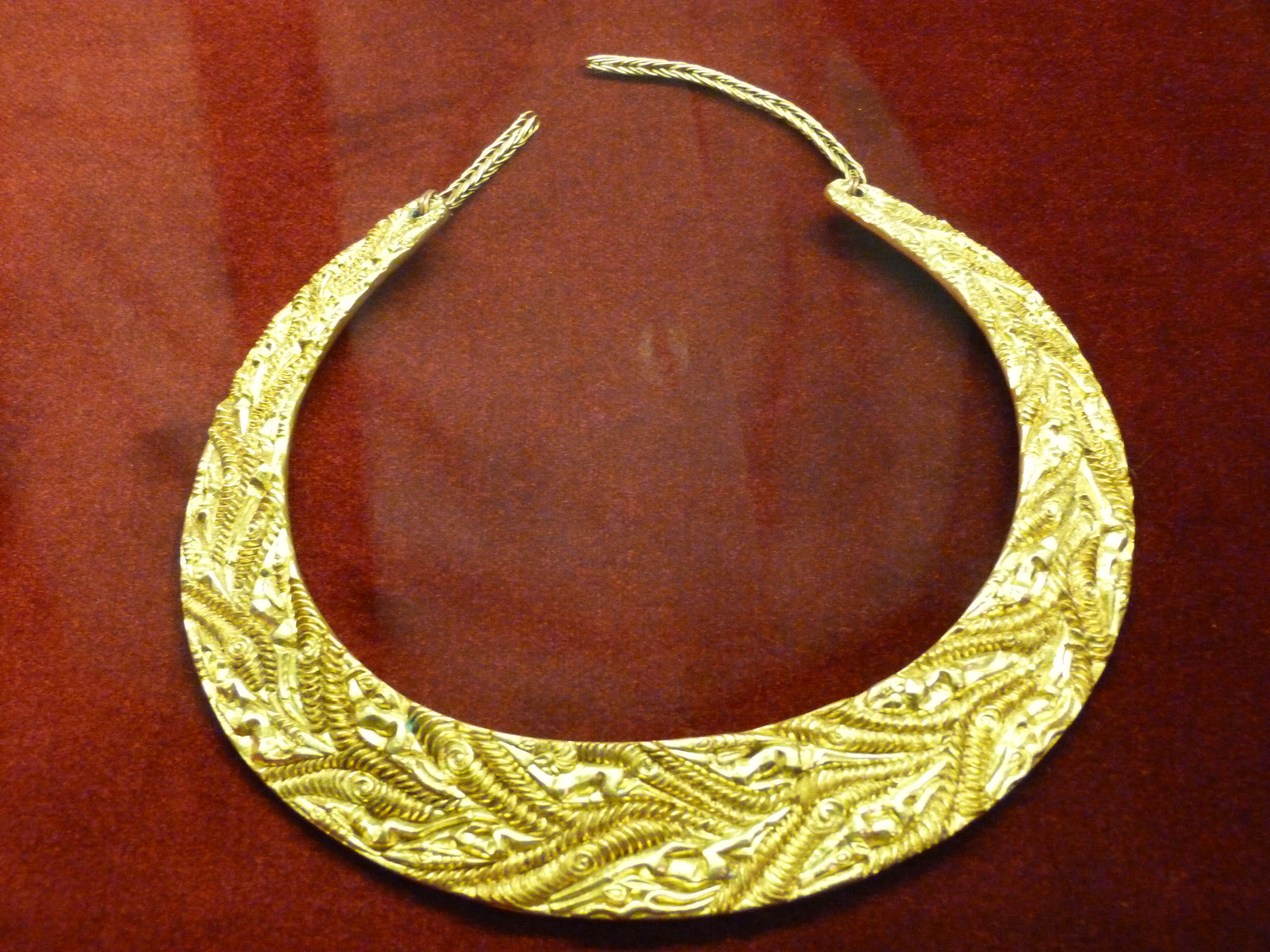
Collier scythe.
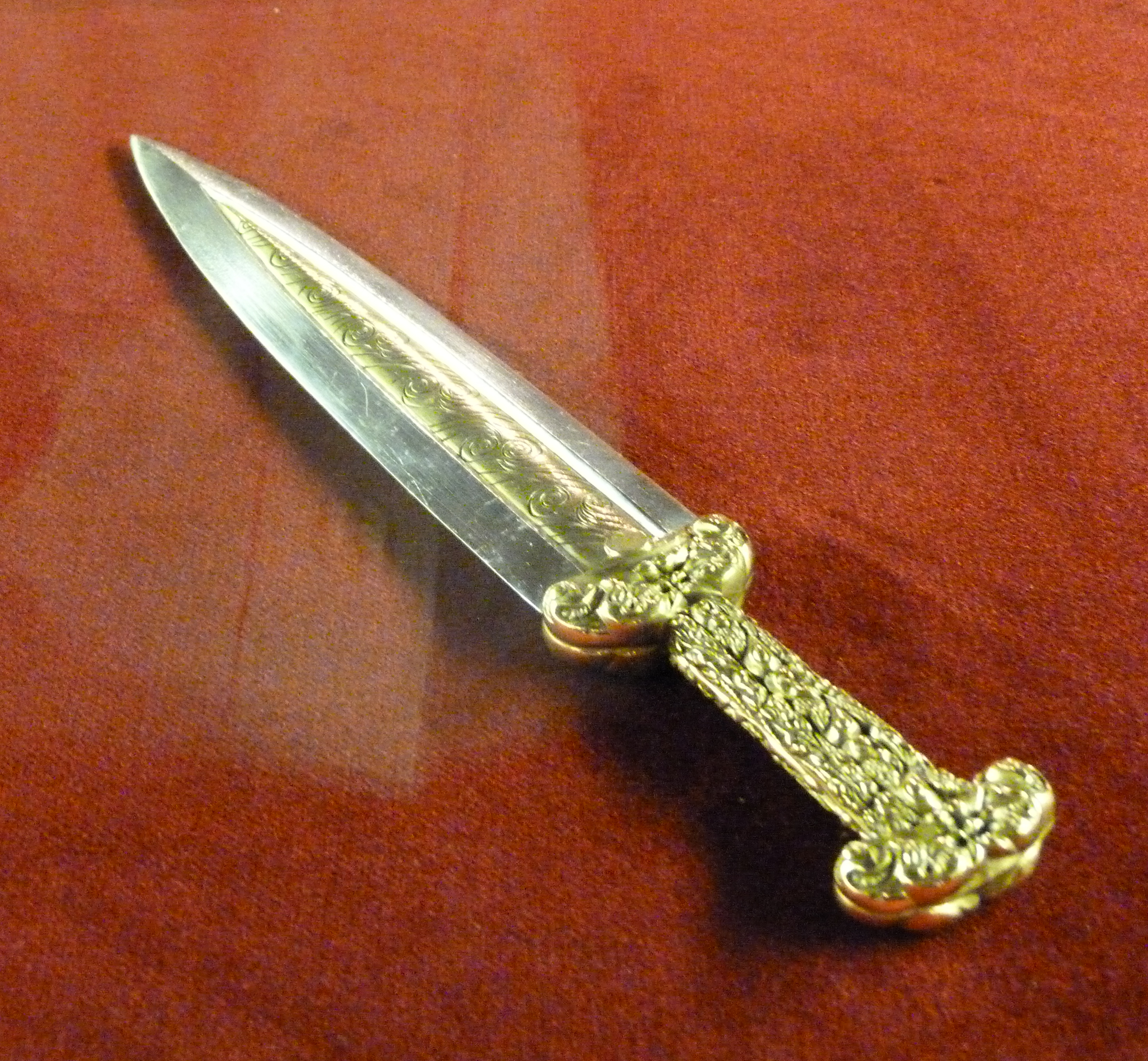
Dague scythe.

## Période Hunno-Sarmate

### Dinglings et Jiankuns
Les Dinglings (en) (丁零), qui ont comme ancêtres les Scythes, sont connus sous divers noms, que ce soit les Tiele, les Chile ou les Gaoches. Ils possédaient un État — Dingling-go, installé dans la dépression de Minoussinsk et couvrant le Haut-Ienisseï ainsi que les zones alentour. Le pays était de culture de Tagar. Ils avaient une armée d'environ 60 000 hommes, étaient des pasteurs nomades, et chassaient pour la fourrure. La population était estimée à 300 000 habitants, dont un certain nombre dans le Haut-Ienisseï. La population avait des classes sociales et était ethniquement variée, avec de nombreux Jiankuns (堅昆, les Khirgizes). Mais les sources restent faibles, les Chinois n'ayant que peu écrit sur eux, et les traces archéologiques étant faibles. Mais ils étaient assez forts pour avoir fait face à plusieurs confédérations nomades sur plusieurs siècles.
Au Ier siècle av. J.-C., les Jiankuns et les Dinglings s'unissent, et les Jiankuns deviennent prédominants.

### Période Xiongnu

#### Conquête et premier État kirghize
Au IIe siècle av. J.-C., la région voit alors des tribus venues de l'ouest du sud du territoire s'installer sur le territoire. Après des batailles acharnées, prouvées par l'archéologie, qui forcèrent sûrement une partie de la population à fuir, de nouveaux arrivants s'installèrent sur le territoire, tandis que la population qui était restée se mélangea aux nouveaux arrivants. La période qui s'entame est appelée hunno-sarmate dans l'historiographie russe. Cette invasion de tribus a commencé à la fin du IIIe siècle av. J.-C., lorsque Modu Chanyu, après avoir tué son père en -209, commença à unifier les tribus de la prairie mongole et mandchoue, donnant la confédération Xiongnu, et il envahit alors Touva vers -201. En plus de Touva, il conquit la Mongolie, ainsi que la Transbaïkalie et l'Altaï. Il mit en échec les Han en Chine lors de la bataille de Baideng (en) en -200, contraignant les Han à trouver d'autres solutions que guerrières envers les Xiongnu. En -198, un traité de paix instaura le paiement régulier de tributs aux Xiongnu par les Han en échange de la paix entre eux,.
Après la défaite de l'État Dingling face aux Xiongnu en -201, un nouvel État, Gekun (ru) (隔昆 ou 鬲昆)  est apparu sur une partie du territoire actuel de Touva. Premier pays kirghize, il avait des classes dans la société avec une dynastie aristocratique. La société était militaire, face à la menace des Xiongnu. Leur économie est développée, avec agriculture et présence d'irrigation, élevage (bovin, ovin et de chevaux). Il y avait de l'artisanat, le travail du fer et du bronze, et des flux commerciaux importants liés à la route de la Soie,.
Mais la guerre Han-Xiongnu commence en -133 lorsque le Chanyu d'alors se rend compte que les Han préparent une offensive. Les batailles s'enchaînent, et en -99, le général Li Ling est envoyé avec les Jiankuns, alliés des Han, pour mener la bataille de Tian Shan avec 60 000 hommes. Mais la bataille fut un échec, et il se rendit avec 5000 hommes,.
En -93, Gekun s'effondra, avant que, deux ans plus tard, un nouvel État kirghize-dingling reprenne les terres sous le nom de Jiankun (ru),.

#### Mode de vie et sites archéologiques

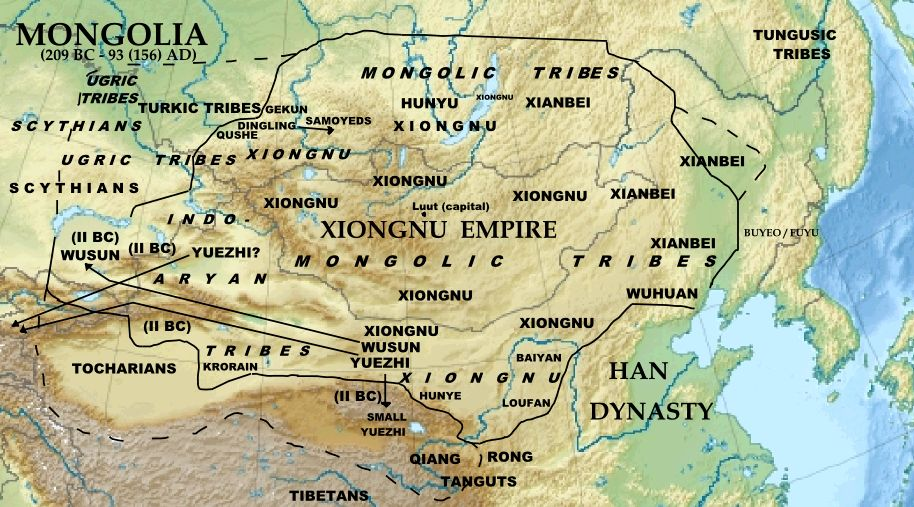
Carte de la confédération. Le Haut-Ienisseï se trouve en haut à gauche au niveau du Xiongnu écrit en italique.

Dès lors, l'instauration d'un État eut lieu pour répartir les richesses. Les Xiongnu avaient des classes, avec une élite nomade dirigeante. Les tributs étaient partagés entre chefs de clans, et les tribus de Touva s'enrichirent ainsi. Elles étaient proche du pouvoir, mais contrairement à d'autres régions, le relief les protégeaient plus, permettant une meilleure prospérité,.
La base de l'économie était dans la région l'élevage de bétail nomade, avec des ânes, chameaux et chevaux dont le Touva, cheval de la région. Il y avait aussi de la chasse, et un peu d'agriculture près des quelques villages des sédentaires. Ils vivaient dans des yourtes, et des chariots existaient pour transporter la marchandise,.
Ils laissèrent de nombreuses traces archéologiques, comme près du mont Baï-Dag, dans la vallée du Haut-Ienisseï. Dans ce lieu ont été trouvés un cimetière avec de nombreuses sépultures Xiongnu, des objets en bronze, des céramiques et autres. Il y avait des vêtements en or et en argent, datés de la toute fin du Ier millénaire avant notre ère,.
D'après les traces retrouvés, on suppose que les Xiongnu n'étaient pas présents en grand nombre à Touva, mais avaient cependant laissé des gouverneurs et des garnisons, qui, elles, n'étaient néanmoins pas toujours composées de Xiongnu mais bien de peuples locaux. Les gouverneurs et Touva étaient cependant liés étroitement au pouvoir Xiongnu et au sommet de l'État, d'après les richesses retrouvées,.
Parmi les localités des Xiongnu retrouvées à Touva, on trouve le site de Kyylyg-Khovu au sud de Kyzyl, celui de Baryk non loin du Ienisseï au centre du bassin de Touva ainsi que le site de Teeli (à l'emplacement du village actuel du même nom) dans la bannière de Baï-Taïga. Ces colonies partageaient des similarités : toutes construites près des fleuves, de forme carrée, orientées vers les points cardinaux (ou presque, ce qui est une caractéristique des Xiongnu), avec des fortifications en argile-terre mais basses (murs faisant environ 1 mètre de haut), et sans construction en pierre dans l'enceinte, laissant penser à l'emplacement de yourtes et huttes. Ces études archéologiques, montrent que l'arrivée et la présence des Xiongnu se sont faites sur une durée assez longue dans les bassins du Haut-Ienisseï et du Kemtchik. Ainsi, après l'arrivée des troupes de Modu Chanyu, des Xiongnu se sont installés, qui donneront à la fin du Ier siècle de notre ère la naissance de la culture de Kokel,.

#### Troubles et guerre civile Xiongnu
Mais le pouvoir des Xiongnu s'affaiblit avec le temps, avec, dans les années 1970 du Ier siècle avant notre ère, une crise causée par des problèmes économiques et des défaites militaires, avec les débâcles de la guerre sino-Xiongnu. Selon Sima Qian, vers -69, les Dinglings s'allièrent aux Wusuns et aux Wuhuan pour attaquer les Xiongnu. Ces trois peuples tuèrent des dizaines de milliers de personnes, y compris à Touva, et saisirent comme butin des dizaines de milliers d'animaux, dont des chevaux, taureaux et moutons. Vers -60, les Dinglings étaient sortis victorieux en récupérant des terres au Haut-Ienisseï après de nombreuses victoires sur les Xiongnu.
En -56, le chanyu Zhizhi entra en rébellion contre son frère Hu Hanye, pourtant légitime, afin de prendre le pouvoir de la confédération. Une guerre civile débuta, et chacun demanda l'aide des Han. Han Xuandi, malgré l'envoi par Zhizhi de son fils comme otage, préféra Hu Hanye. En -49, alors que Zhizhi devenait de plus en plus faible, il partit dans l'ouest et le nord, en repoussant les Wusun puis les Dinglings dans le Haut-Ienisseï, en faisant chuter le Jiankun (ru). Il établit alors sa capitale dans cette région. Mais en -36, alors qu'il est sur les rives de la rivière Talas, la bataille de Zhizhi eut lieu, éteignant la rébellion. Hu Hanye récupéra les territoires qu'il avait reconquis aux Dinglings, et la capitale revint à Chan Yuting en Mongolie au lieu de celle de Zhizhi.

#### Fin des Xiongnu
En l'an 48, lorsque le chanyu Punu monte sur le trône, huit tribus font sécession, prêtant allégeance à son frère Bi. Bi fonde alors les Xiongnu du Sud, et les Xiongnu restants deviennent les Xiongnu du Nord, qui contrôlent, eux, le Haut-Ienisseï. Les Xiongnu du Nord continuent de s'affaiblir, face à la volonté de conquête des Han alliés aux Xiongnu du Sud. En 73, la bataille de Yiwulu (en) dans le Xianjang entraîne la perte de cette région, et en 89, la bataille des monts Altai se solde là aussi par un échec total ; 13 000 combattants du Nord tués, et 200 000 redditions de la part de 81 tribus. Mais les Xiongnu du Nord persistent, avec à sa tête le Chanyu du Nord (en) qui règne depuis 88. Parallèlement à ça, les Dinglings attaquent depuis le Nord pour reprendre le Haut-Ienisseï, en profitant des déroutes,.
En 91, Dou Xian (en), le général victorieux de la seconde bataille, part avec ses troupes pour capturer les Xiongnu du Nord qui ne se sont pas rendus en 89, dont le chanyu du Nord, et leur inflige une défaite importante, le chanyu du nord s'enfuyant. Un autre chanyu succède entre 91 et 93 à la tête de confédération, mais il est tué par les Xianbei lors d'une bataille, signant la fin des Xiongnu du Nord.
Les tribus du Haut-Ienisseï durent soit fuir soit se soumettre aux Xianbei, qui prirent le contrôle de la région, en englobant les Dinglings.

### Culture de Kokel
La culture de Kokel (IIe siècle av. J.-C. - Ve siècle) fut la culture du Haut-Ienisseï pendant la période hunno-sarmate, y compris pendant les Xiongnu. Cette culture, qui est parfois nommée de Syintchiourek ou de Chourmak, possède le plus grand cimetière de cette culture.

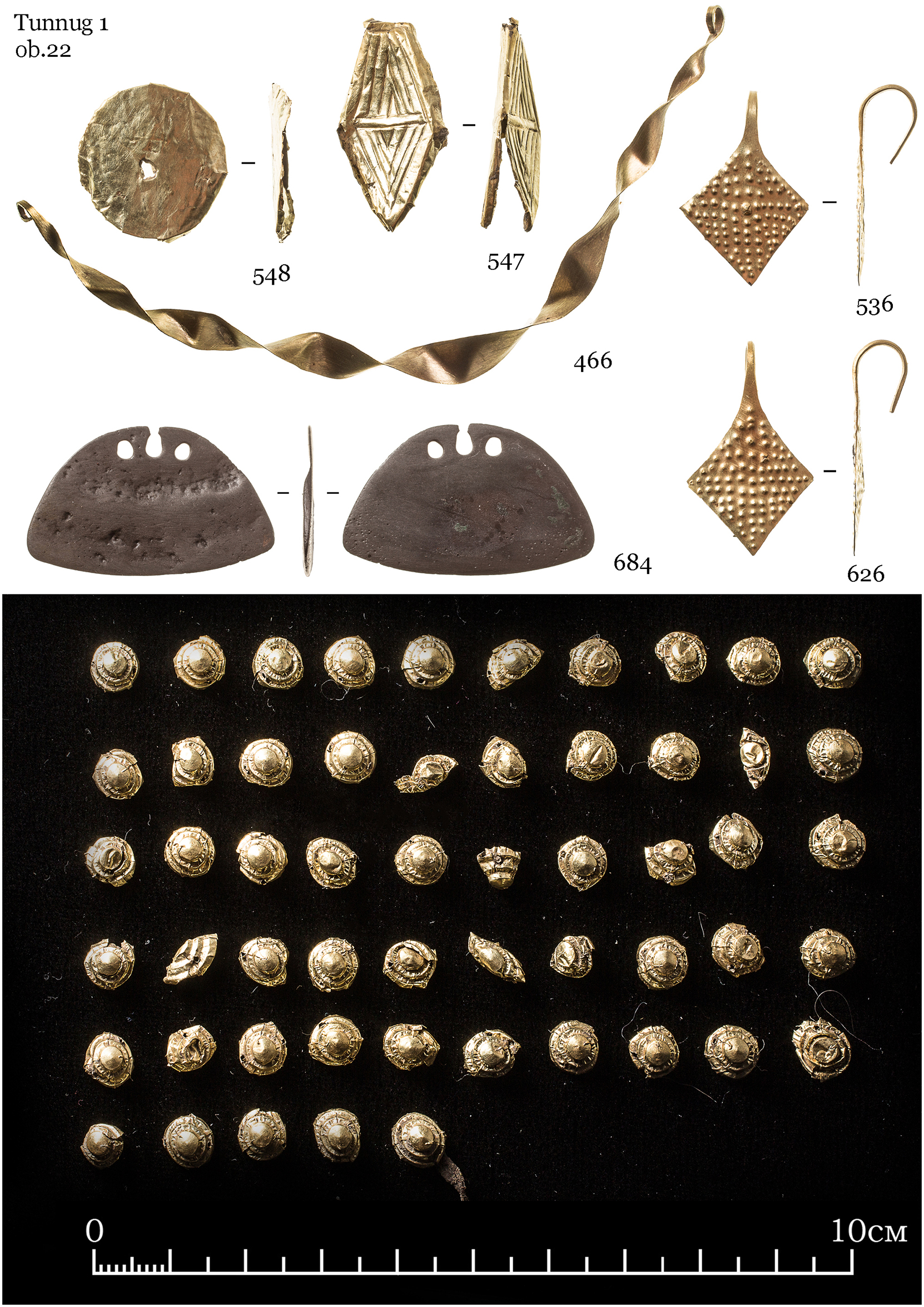
Artéfacts de la culture à Tunnug I.

Les populations de Touva n'étaient plus scythes (donc caucasiens), mais étaient mongoloïdes, avec comme descendants actuels les Kirghizes, les Kazakhs et une partie des Khakasses. Leur espérance de vie était faible selon les fouilles du site de Kokel : 38,4 ans pour les hommes et 37,9 pour les femmes. On suppose que le taux de mortalité infantile était élevé, car 22 tombes retrouvées étaient celles d'enfants. Ils étaient pasteurs nomades, l'élevage ovin prédominant, contrairement à l'élevage bovin de culture Ouyouk. Cet élevage ovin a perduré jusqu'au XXe siècle, et ces peuples pratiquaient aussi l'agriculture, car des houes, du mil et des grains de chanvre ont été retrouvés.
La chasse faisait partie intégrante de leur mode de vie, qu'ils vivent dans la taïga ou dans la steppe. Cette culture de la chasse vient des Xiongnu, et les enfants apprenaient la chasse. Les arcs et les flèches étaient utilisés, et les peuples pratiquaient des embuscades et rafles des animaux sauvages, que ce soit des chèvres de montage, des sangliers ou des cerfs. Les chiens étaient domestiqués, et utilisés pour la chasse jusqu'au XXe siècle.
Culture de l'Âge du Fer, elle continue de remplacer les objets en bronze préexistants. La transition est facile car le Haut-Ienisseï possède de nombreux gisements de fer, avec des mines dans toute la région, et le fer était d'ailleurs exporté vers d'autres régions. Ils utilisaient le fer pour tous leurs outils, dont les grattoirs pour le traitement de peaux, les plus anciens retrouvés en Sibérie. Outre le fer, les ustensiles étaient en cuir, en bois (de bouleau, de peuplier ou de mélèze) ou en argile pour les tasses, verres, plats, vases et autres.
La présence de robes en soie, de chapeau de feutre, de vêtements en cuir, témoigne d'une certaine richesse de la région. Au mont Syyn-Tchiourek, une peinture représente un cavalier avec un chapeau pointu semblable à ceux des Mongols. Il y avait une stratification sociale, avec à Kokel des tombes de riches contenant des bijoux précieux en or, argent, jade, ambre, etc. et des tombes avec juste un corps. Mais les différences sociales étaient moins prononcés que chez les Xiongnu, avec peu de grands kourganes découverts contrairement aux Xiongnu. Dans une tombe fut trouvée une coupe chinoise, témoignant du commerce important qui existait alors. L'ornement des vases d'alors se rapproche ce celui des Iakoutes, Khantys et Kets actuels, témoignant d'un lien entre les anciens Touvains et les peuples des régions forestières de Sibérie.

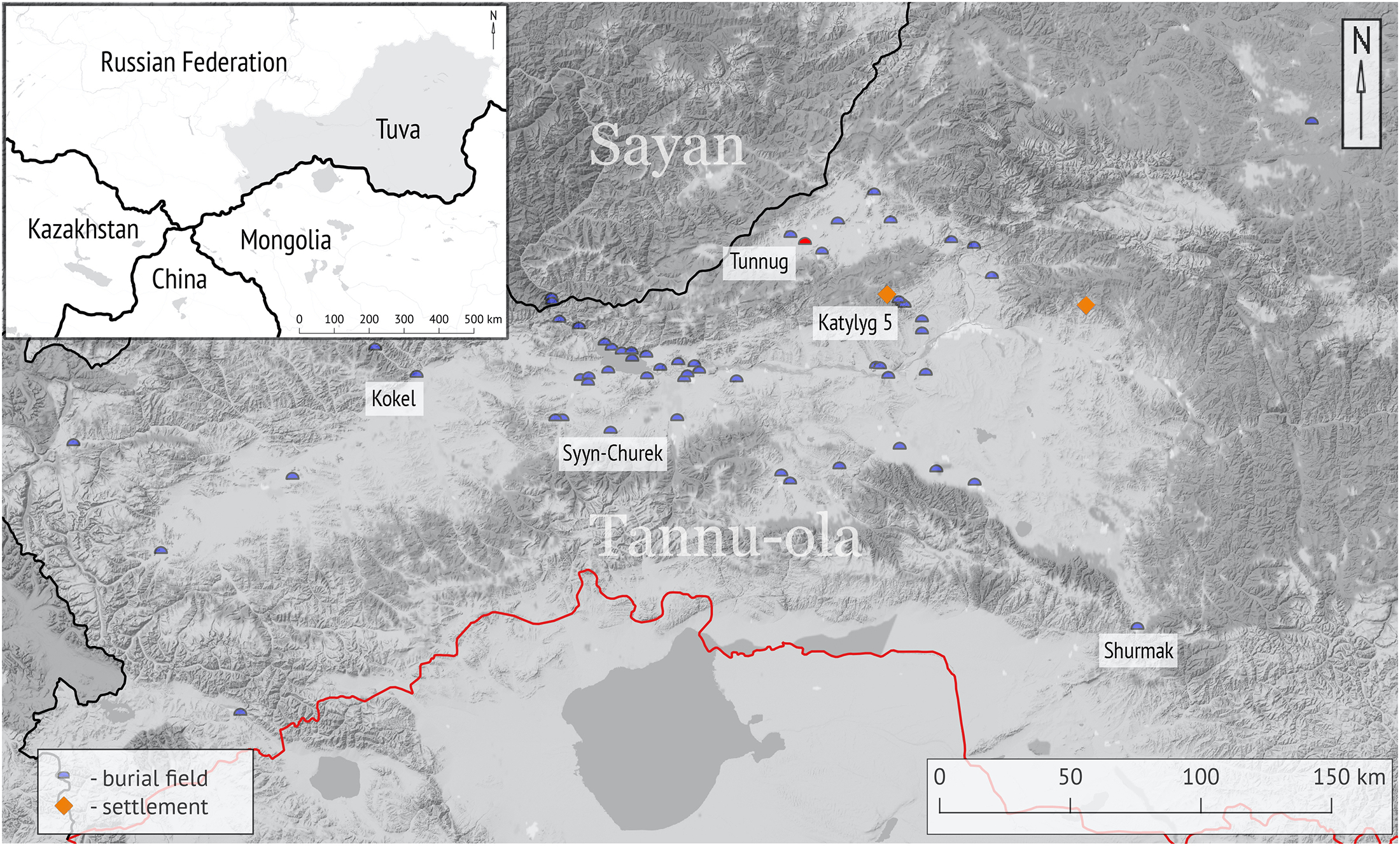
Sites de la culture de Kokel.

De nombreuses peintures rupestres ont été laissées à Touva par les Kokéliens, comme à la nécropole d'Aïmyrlyg et dans une crypte près du mont Tepseï. Les dessins montrent le chamanisme déjà présent chez ces peuples, dont les racines remontent au minimum à l'Âge du Bronze. Des sacrifices d'animaux (taureaux, béliers, chevaux) étaient pratiqués à côté des tumulus funéraires, et ces sacrifices étaient hérités des Xiongnu, et faits à leurs ancêtres, au ciel, à la terre et aux esprits. Il y avait des idoles, et à Syyn-Tchiourek, sept des douze tumulus étaient religieux et non funéraires ; ceux avec des corps étaient ceux de guerriers masculins, avec des armes à côté d'eux. Lors des cérémonies funéraires, il y avait un festin et un feu de joie.
Au site de Kokel, 381 tombes de la période hunno-sarmate ont été fouillées, avec 475 corps, dont 339 où a pu être déterminé leur sexe et/ou leur âge. Ces tombes se répartissaient en cinq grand tumulus, 18 tumulus et 21 tumulus avec une seule tombe. Il y avait de la nourriture, pour les hommes des armes, et pour les femmes des ustensiles dans les tombes. Ce site s'étend du Ier siècle av. J.-C. à la fin du Ier-début du IIe siècle de l’ère chrétienne. Ces tombes montrent une influence d'autres peuples de la région sur la culture Kokel locale.
Ainsi, on soupçonne l'influence des anciens Turcs sur les tribus locales, mais surtout des cultures qui ont été en contact avec les Xiongnu. Les Scythes qui étaient auparavant présents se sont mélangés aux peuples mongols d'Asie centrale pour former les Kokéliens. Mais avec la fin des Xiongnu du Nord, de nombreuses tribus ont suivi leur exode, ce qui suppose un exode des populations de Touva vers les steppes du Kazakhstan moderne. Cette exode se voit dans les sépultures, avec une présence extrêmement rare de cette culture après le IIe siècle. À Kokel, le plus grand siècle, il n'y en a même aucune parmi toutes celles fouillées. Cette exode vers les steppes du Kazakhstan est attesté par des analogues des céramiques de Kokel datant des IIIe et IVe siècles dans plusieurs sites du Kazakhstan (Tompak-asar, Altyn-asar et Dzhety-asar).

### Xianbei

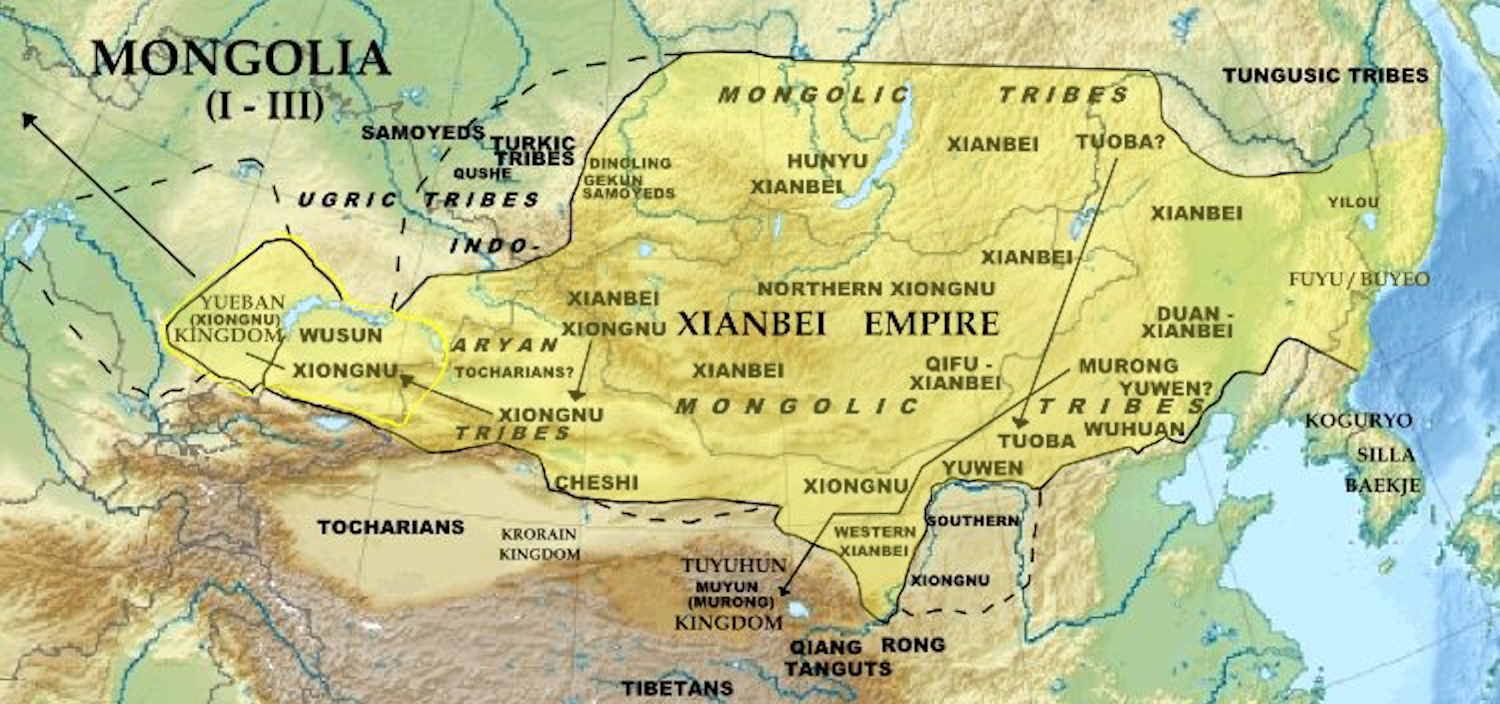
Carte de la confédération Xianbei.

À la fin du Ier siècle de notre ère, les Xianbei ont subjugué les Xiongnu en leur reprenant leurs territoires en Mongolie. En 157, les troupes Xianbei sous leur chef Tanshihuai (檀石槐) battirent des Dinglings dans les Saïan, subjuguant alors le territoire du Haut-Ienisseï. C'est la dernière fois que les Dinglings sont mentionnés,,,,,.
Mais cette confédération n'a pas duré longtemps, à cause d'un manque flagrant de centralisation, avec de nombreux chefs de tribus, et un chef de confédération faible. Vers 235, le chef de confédération Kebineng (en) fut tué par le royaume de Wei, signant la fin de la confédération Xianbei. Alors, les différentes tribus prirent le pouvoir. À cette époque, un peuple nommé les Dinglings peuplait la région, et les chroniques chinoises associèrent ces Dinglings aux Tiele, dont une des tribus étaient les Dubo (都波), qui vivaient dans l'actuel Touva et qui prirent alors le pouvoir,,,,.

## Moyen Âge

### Royaumes Turcs

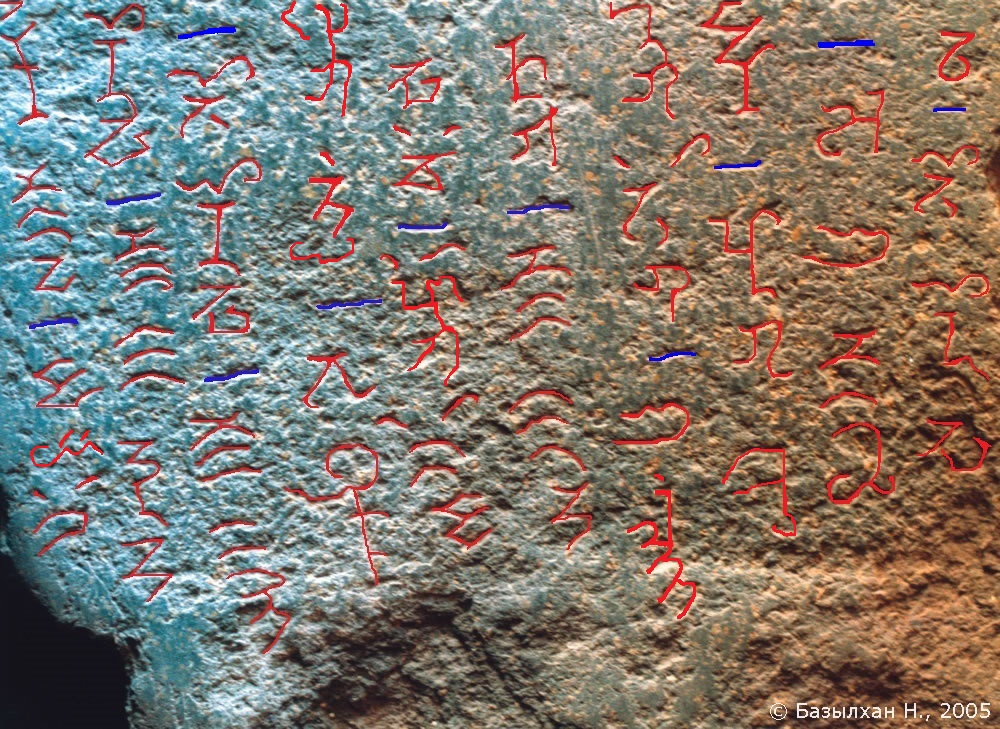
L'inscription.

Soit durant la période 579-603/604, ou soit vers 744 ; le mot tuwa apparaît trois fois dans l'inscription de Hüis Tolgoi. Bien que sa signification ne soit pas claire, Dieter Maue a suggéré qu'il pourrait être lié au nom tribal Dubo. Ce nom est reconnu comme étant associé au peuple Touvain et en est la première trace écrite.

#### Ruanruan
En 411, les Ruanruan conquirent les Saïan, alors aux mains des Dinglings.

#### Premier Khaganat turc

##### Second Khaganat turc
Pendant l'hiver 710-711, le Second Khaganat turc sous le commandement de Tonyukuk (en), d'après les inscriptions de l'Orkhon, emprunta le chemin de l'Arbat (vallée de l'Ak-Soug puis de l'Ona) afin de faire campagne contre les Kirghizes au nord des Saïan.

#### Période Ouïghour (750-851)

##### Création du Khaganat
Issus de tribus Tiele et donc des Dinglings, les Ouïghours sont un peuple turcophone d'Asie centrale, qui s'est formé sous le règne des Ruanruan et des Göktürks. Originaires de l'Altaï, du bassin de l'Ienisseï et jusqu'au sud du Baïkal, ils étaient des pasteurs nomades, mais maîtrisaient très bien le tir à l'arc à cheval,.
En 742, les Ouïghours, les Karlouks et les Basmyls se rebellent contre le Second Khaganat turc. En 744, les Basmyls s'empare de la capitale Ötüken et tuèrent Özmiş Khagan, le khagan d'alors. Mais c'est alors que les Ouïghours et Karlouks se retournent contre les Basmyls, et le chef des Basmyls, Ashina Shi est tué. Les Ouïghours et les Karlouks, souhaitant tous deux le pouvoir, se retournent l'un contre l'autre, et les Karlouks sont alors forcés de fuir vers l'ouest. Le chef des Ouïghour, Qutlugh Bilge Köl, proclame le Khaganat Ouïghour, avec le soutien de la dynastie Tang. Il déplaça la capitale à Ordu-Baliq dans la vallée de l'Orkhon en actuelle Mongolie,.
Le chef du Khaganat était comme avant un Khagan, et l'État était turcophone. Sous le règne de Qultugh, le khaganat s'étendit déjà vers l'Altaï et la Mandchourie, en poursuivant une alliance avec les Chinois. Avec sa mort en 746, c'est son fils Bayan-chor khan qui monte sur le trône, et il poursuivit la politique de son père, expansionniste mais amicale avec la Chine. Durant la révolte d'An Lushan, il apporta son armée au côté des Tang pour réprimer la rébellion. Après la fin de la rébellion, le khagan a reçu une reconnaissance éternelle et l'empereur Tang lui a donné sa fille comme épouse,.

##### Conquête du Haut-Ienisseï (750-755)
Mais parallèlement à cette politique, Bayan-chor devait protéger sa frontière nord qui n'était pas gardée, en particulier des peuples Zygiens et de leurs alliés les  Kirghizes de l'Ienisseï  et des tribus Göktürk. Cette lutte avec les voisins du nord provient des chroniques chinoises, mais aussi de monuments laissés par les Ouïghours sur des stèles. Pour Bayan-chor, il était nécessaire de soumettre les tribus à l'ouest de l'Altaï et surtout celles au sud des monts Saïan, donc de l'actuel Touva. Les Saïan, si le sud conquis, formeraient une frontière naturelle, éliminant le risque de raids. En effet depuis la chute des Göktürks en 744, le contrôle du Haut-Ienisseï repassa aux tribus locales, dont les plus puissantes étaient les Zygiens. Les Zygiens décidèrent une union avec les Kirghizes pour empêcher la prise de contrôle des terres du Ienisseï par les nomades des steppes,.
Au printemps 750, Bayan-chor vainquit les Zygiens non loin du Ienisseï sur le territoire actuel de la bannière d'Ouloug-Khem. Il décida la construction d'une forteresse (aujourd'hui à l'emplacement de Chagonar). Il laissa une stèle (inscription Terkhinski, Терхинская надпись) relatant sa victoire, et passa l'été dans cette forteresse. En automne, il déplaça ses troupes vers la Mandchourie afin de soumettre des tribus de cette région,.
Mais à l'automne 751, les Karlouks s'allièrent aux Kirghizes et à des Turcs pour combattre les Ouïghours. Le khan kirghize envoya des éclaireurs et des détachements au Haut-Ienisseï pour faire rentrer dans la rébellion ses alliés Zygiens. Les Ouïghours arrivèrent à intercepter les éclaireurs et vainquirent les détachements kirghizes. Toujours pendant l'automne, Bayan-Chor traversa le Kem (le Ienisseï) avec une grande armée, s'empara du territoire, puis alla jusqu'à l'Irtych pour vaincre les Karlouks, avant de les vaincre de nouveau près de la rivière Ulungur en Dzoungarie,.
En 752, les Türgesh et les Basmyls rejoignent l'alliance anti-ouïghour. Pour Bayan-chor, la situation était grave, même s'il avait l'atout de posséder des vétérans dans son armée. La bataille eut lieu aux monts Khangaï, avec la victoire des Ouïghours. Dans les stèles, il est mentionné que les Ouïghours ont poursuivi les Karlouks et les Türgesh, les ont rattrapés et les ont pillés, mais les trois autres tribus ne sont pas mentionnées, car elles étaient totalement vaincues,.
En 753, les Basmyls et les Karlouks continuèrent avec quelques Turcs la révolte, mais en 755 la révolte se termina lorsque les terres des Karlouls furent prises, jusqu'à l'actuel Tarbagataï,.

##### Maintien du pouvoir

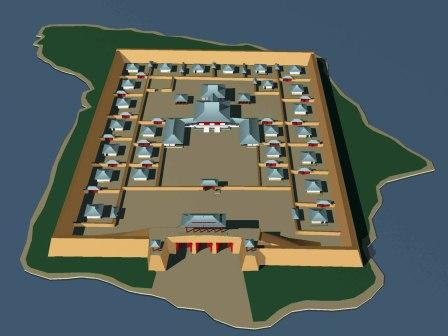
Modélisation de la forteresse de Por-Bajyn.

Le territoire du Haut-Ienisseï devint ainsi une région ouïghour, hautement stratégique. Le Khaganat créa une région avec à sa tête un gouverneur militaire (un « tutuk »), qui était néanmoins subordonné à d'autres gouverneurs d'autres régions qui avaient, eux, des titres supérieurs (d'yshbars et de tarkhans). Touva vit la construction de fortifications, la formation de garnisons militaires ainsi que la création de colonies. Parmi les fortifications se trouve la ville fortifiée de Chagonar, et celle de Por-Bajyn, construite en 757 sur une île du Tere-Khol pour garder le territoire, dans le sud-est de l'actuel Touva. Cette forteresse, aux murs alors hauts de 10 mètres, comportait un palais pour le khagan et des lieux pour les guerriers, serviteurs, artistes et architectes.
En 758, alors que les Ouïghours voient les Kirghizes toujours comme une menace, une campagne est préparée contre eux. Les Kirghizes, alors regroupés dans un État nommé Khaygas, vivaient au nord des Saïan, qui faisaient office de frontières avec le khaganat ouïghour. La campagne fut partiellement un échec, la frontière ne bougeant pas, mais le khan kirghize devait désormais rendre hommage au khagan ouïghour. Ceci est confirmé par le Tongdian, qui écrit que le territoire moderne de Touva était la périphérie nord-ouest de l'État ouïghour et que sa frontière nord passait ici à cette époque le long de la crête des Saïan.

###### Construction de villes et de fortifications
À cette époque, de grands édifices apparaissent pour la première fois au Haut-Ienisseï. D'après les fouilles, 17 colonies ont existé ainsi qu'un avant-poste. Toutes les colonies étaient construites en carré, avec des murs fortifiés et quatre tours, deux à des angles et deux à la porte d'entrée. Il y avait des douves ; la taille intérieure des enceintes était d'environ 0,5 hectare. Les plus grandes colonies étaient Eldig-Kejig (12,5 hectares sur la rivière Barlyk et Bajyn-Alaak sur la rivière Tchadan (18,2 hectares). Les colonies étaient en règle générale construites sur les endroits les plus élevés des plaines inondables. Les colonies étaient entourées de marécage, afin de ralentir les attaques ennemies,.

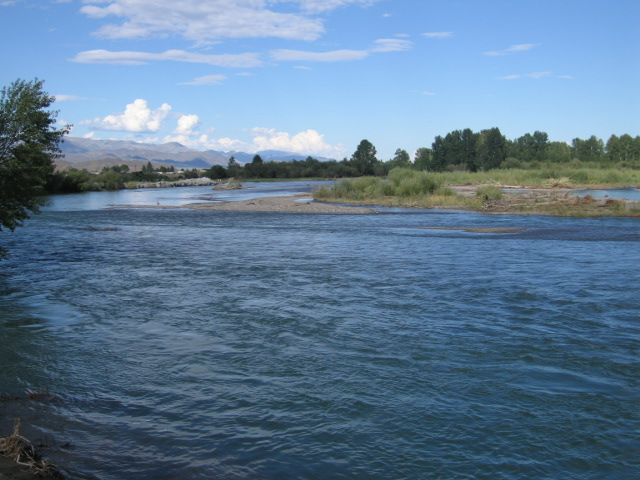
Rivière Kemtchik.

Les 17 colonies sont presque toutes situées sur une ligne partant de la vallée du Kemtchik (rive sud), passant par la rive gauche (sud) du Ienisseï jusqu'à l'embouchure de l'Elegest dans l'Ienisseï. Elles forment ainsi une ligne arquée, bombée vers le nord (vers les Saïan), protégeant les régions fertiles de Touva contre une invasion kirghize,.
À cette époque fut construite une ligne de défense connue sous le nom de « route de Gengis Khan », nom donné plus tard. Route reliant des localités, c'était aussi un long mur défensif, complété d'un fossé côté nord. Elle fut construite dans les zones plates, afin de constituer une barrière protectrice. Il y a le long du chemin des grottes créées artificiellement, afin de protéger les voyageurs par mauvais temps. La structure est aujourd'hui partiellement noyée par le réservoir de Saïano-Chouchensk. Seules deux colonies sont situées au-delà cette ligne : une à l'embouchure de l'Ak-Soug dans le Kemtchik (rive nord) et une vers le Sout-Khol. Ces deux localités sont situées près des axes de transports d'alors et sont antérieures à la construction de la fortification,.
En effet à cette époque, les routes étaient l'Ienisseï par la glace en hiver et, en été, soit la route actuelle longeant l'Ak-Soug et passant par le col des Saïan (routes 95K-002 et 93K-01), soit celle remontant l'Ona, franchissant la ligne de crête, puis descendant le long de l'Ak-khem puis de l'Ak-Soug. Les forteresses étaient ainsi des points de contrôle sur ces routes, avant de pouvoir entrer dans la vallée de la Kemtchik et donc dans le territoire du Haut-Ienisseï. Ces voies, utilisés depuis l'Antiquité, sont confirmées par les inscriptions de l'Orkhon,.
Le plus grand groupe de colonies se situe vers Chagonar, qui était le plus grand site, un centre administratif. La ville fortifiée construite en 750 est dénommée Chagonartchik, avec 3 autres colonies. Chagonar III était quant à elle une citadelle. Chagonar et les différentes forteresses formaient un centre économique important pour la région. Il y avait des casernes militaires, des ateliers métallurgiques, ainsi que des moulins. Des cimetières ont été fouillés, montrant des restes de poteries ; les femmes sont enterrées avec des ustensiles, les hommes avec des armes (arcs, flèches, poignards). Il y avait d'ailleurs des corps de personnes mortes pendant des guerres, montrant que les conflits étaient récurrents dans la région. Les sépultures sont similaires à celles explorées dans l'Altaï et en Mongolie, tout comme les rites effectués,.
La culture d'alors est influencée à la fois par les Xiongnu, avec des objets et techniques provenant de cette époque, et par l'Asie centrale. L'influence de l'Asie centrale se manifeste dans l'architecture et la construction, par l'emploi désormais de briques en terre crue. Il y a des ressemblances avec les techniques de Transoxiane et de Sogdiane contemporaines. D'ailleurs, les premiers architectes des Khagan turcs étaient sogdiens, et l'architecture sogdienne est présente au Haut-Ienisseï,.
La population d'alors était composée de Zygiens, d'Az et d'autres tribus turcophones. Ils avaient à la fois des rites Ouïghours et des rites hérités des Turcs qui les ont précédés, ainsi que des éléments archaïques de l'époque scythe. Certains tumulus de Zygiens sont très riches, avec des ressemblances avec les tumulus scythes d'Arjan. Il y avait à cette époque de nombreuses statues assez réalistes mises avec les défunts,.

###### Féodalisation, économie et religion
Pendant la période du khaganat Ouïghour eut lieu une féodalisation au Haut-Ienisseï, même si le khagan Ouïghour restait le plus haut suzerain. L'échelon en-dessous était le gouverneur, qui contrôlait toute la région, avec en-dessous des seigneurs locaux et chefs de tribus. Chaque seigneurs ou chef de tribu avait une escouade militaire, qui était envoyée au suzerain lors des campagnes militaires du khaganat. Certaines tribus de cette époque existent toujours  à Touva, comme les Touvains Ouïghour-ondar ou les Saryg-Ouïghours,.
À partir de 763, le manichéisme devint religion d'État, importé d'Asie centrale par l'intermédiaire des Sogdiens. L'élite féodale usa de cette religion en la diffusant pour affirmer son pouvoir sur les masses. La politique du Khaganat était claire : rejeter le bouddhisme comme démoniaque. Avec les victoires en Chine en aidant les Tang contre la révolte d'An Lushan, le Khaganat gagna de l'influence sur ses terres. Au Haut-Ienisseï, la manichéisme fut d'abord accepté par la noblesse locale, puis par la population locale dans une moindre mesure, même si le bouddhisme et le chamanisme n'ont pas totalement disparu.
L'économie à Touva était l'élevage et l'agriculture. De nombreuses terres avaient été converties en champs ou en pâturages, et la possession du bétail se basait sur un droit féodal. Les terres les plus fertiles et les mieux irriguées étaient le long du Kemtchik et de l'Ouloug-Khem. Le labourage existait avec la traction animale, l'irrigation était très implantée. Mais même si l'agriculture était importante, la majeure partie de la population restait des pasteurs nomades, errant avec leurs bêtes et vivant dans des yourtes. L'artisanat s'axait sur la métallurgie, la poterie et les bijoux. L'exploitation minière existait aussi, avec du fer, du cuivre, de l'étain, de l'or et de l'argent. On compte aussi la fourrure, principalement de rennes chassés dans la taïga en montagne. La fourrure était utilisée comme tribut ou comme monnaie d'échange.
Le commerce avec la Chine était fait par l'élite Ouïghoure ; des pièces de monnaie chinoises qui ont été trouvées, prouvant leur circulation. Les Ouïghours fournissaient des chevaux, des produits d'élevage et de la fourrure de zibeline, contre des produits de luxe (surtout de la soie, de l'or et de l'argent). Les vêtements en soie ont d'ailleurs été retrouvés dans les tombes de l'époque.
L'écriture d'alors au Haut-Ienisseï était l'alphabet de l'Orkhon, et plus précisément une variante, l'alphabet de l'Ienisseï.

##### Conflit avec les Kirghizes et fin
La paix est conclue avec les Kirghizes du Ienisseï en 758, mais au cours des décennies suivantes, le Khaygas devient de plus en plus fort, et vers 815, la guerre éclate entre les deux. Le Khan des Kirghizes a provoqué un casus belli lorsqu'il s'est donné le titre de Khagan, impliquant la non-reconnaissance de la supériorité des Ouïghours. De nombreuses batailles ont lieu, qui permirent d'étendre le territoire des Kirghizes aux dépens des Ouïghours. En 840, les Kirghizes prennent la capitale Ordu-Baliq en actuelle Mongolie, et l'incendient. Ils continuent de s'étendre, à la fois vers l'Asie centrale et vers la Mandchourie, signant la fin du khaganat Ouïghour, et le début du Khaganat kirghize du Ienisseï.
L'éclatement du khaganat Ouïghour a conduit à une fragmentation des Ouïghours. Certains sont restées à leur place d'origine, quelques-uns ont migré vers le Gansu, qui sont dénommés les Ouïgours de Ganzhou (甘州回鹘), et un nombre important ont migré vers le Turkestan oriental et Turfan, où ils ont créé le royaume ouïghour de Qocho, qui a survécu jusqu'à sa chute lors des invasions de Gengis Khan.

## Protectorat de l'Empire russe

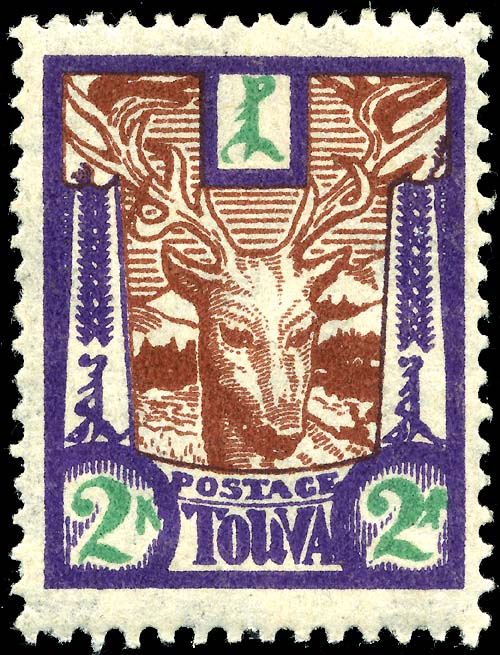
Timbre du Tannou Touva indépendant (1927).

Après la révolution nationale mongole de 1911, les princes touvains furent divisés en trois groupes : certains soutenaient l'indépendance, d'autres proposaient de faire partie de la Mongolie et les autres proposaient de faire partie de l'Empire russe.
Après la révolution Xinhai en Chine (1911-1912), des princes ont fait appel à plusieurs reprises au gouvernement tsariste en lui demandant d'accepter Touva sous le protectorat de l'Empire russe. Il fut décidé d'accéder à la demande et ainsi, en 1914, Touva entra volontairement dans le protectorat russe sous le nom de Kraï d'Uriankhai dans le cadre du gouvernement du Ienisseï avec le transfert des affaires politiques et diplomatiques de Touva au gouverneur général d'Irkoutsk. La même année commença la construction de la capitale de la région, baptisée Belotsarsk en l'honneur du « tsar blanc », c'est-à-dire de l'empereur russe,.

## République populaire de Tannou-Touva

### De 1918 aux années 1930
Le 18 juin 1918, une réunion conjointe des congrès russe et touvans a eu lieu dans le kraï d'Uriankhai, au cours de laquelle le traité sur l'autodétermination de Touva, l'amitié et l'assistance mutuelle des peuples russe et touva a été adopté à l'unanimité.
À partir du 7 juillet 1918, le kraï d’Uriankhai est presque entièrement occupée par les troupes de l'amiral Alexandre Koltchak. Le 14 juin 1919, les troupes bolcheviks de la république soviétique de Badjeï sous le commandement d'Alexander Kravtchenko et de Piotr Chtchetinkine ont quitté le territoire des comtés de Kansk et de Krasnoïarsk vers le kraï d'Uriankhai. Le 18 juillet, ils s'emparent de la capitale de le kraï d'Uriankhai, Belotsarsk.
Au milieu de l'année 1921, les révolutionnaires Touvains, soutenus par la RSFSR, décidèrent de proclamer l'indépendance de Touva en créant une république populaire de Tannou-Touva. La Constitution, le drapeau, les armoiries ont été adoptés, les réserves d'or, le budget et les ambassades en URSS et en République populaire mongole ont été approuvés. L'Armée rouge quitte Touva en 1923. Cette indépendance est toutefois très relative, puisque la République est officiellement placée sous la protection de l'Union soviétique. Ainsi, le pouvoir soviétique fait interdire le chamanisme à Touva en 1931. Dans les faits, toutes les décisions importantes passent par l'aval de son protecteur.
En 1926, la république est renommée république populaire de Touva. L'État a été reconnu par l'URSS en 1924 et la République populaire mongole en 1926, mais n'a pas été reconnu par la Chine et par la plupart des pays du monde, qui considéraient Touva comme faisant partie de la Chine.
En 1932, un accord est signé à la frontière entre le Tannou-Touva et la République populaire mongole, qui prévoyait le transfert au Touva d'une partie des territoires contestés au sud de la crête de Tannu-Ola. Ces territoires comprenait les bannières modernes du Moungoun-Taïga, d'Oviour, de la rivière Tess et d'Erzine. Cet accord, conclu grâce à la médiation de l'URSS, fut reçu de manière ambiguë en Mongolie et ne fut pas ratifié par celle-ci. En 1937, la partie mongole a déclaré « injuste » l’accord frontalier de 1932 conclu sous la pression de l’URSS  et a proposé à plusieurs reprises de le réviser, y compris après l’adhésion de Touva à l’URSS. Cependant, toutes ces propositions ont été rejetées par le côté touva-soviétique.

### Touva pendant la Seconde Guerre mondiale
Le 25 juin 1941, la République populaire de Touva entre dans la Seconde Guerre mondiale aux côtés de l'URSS, déclarant la guerre à l'Allemagne nazie et devient le premier État à s'allier officiellement à l'Union soviétique contre le Troisième Reich,.
De juin 1941 à août 1944, la République populaire de Touva a fourni à l'URSS 50 000 chevaux, ainsi qu'environ 750 000 têtes de bétail, dont près de 650 000 gratuitement. Ainsi, de chaque famille Touva, qui comptait en règle générale 130 têtes en moyenne, 10 à 100 têtes de bétail ont été fournies à l'URSS. Pendant la guerre, Touva a fourni à l'armée soviétique 52 000 paires de skis, 10 000 manteaux en peau de mouton, 19 000 paires de mitaines, 16 000 paires de bottes en feutre, 67 tonnes de laine, 400 tonnes de viande, de seigle, de farine d'orge et de fonte. du beurre, ainsi que des dizaines de tonnes de miel, de fruits et légumes, de baies et de concentrés en conserve, de produits à base de poisson, des tonnes de pansements, de médecines alternatives, de cire et de résine, et environ 90 % - gratuitement ; En outre, à la fin de la guerre, 30 000 vaches ont été transférées à la RSS d'Ukraine, à partir de laquelle a commencé la reprise de l'élevage d'après-guerre dans les territoires désoccupés. La totalité des réserves d'or de la république a été transférée à la disposition de l'URSS et la production d'or de Touva s'élevait au total à 35 millions de roubles (à l'époque),.
En 1942, le gouvernement de l'URSS a autorisé l'acceptation de volontaires de Touva et de Mongolie pour le service militaire. Auparavant, la mobilisation des citoyens russophones dans l'Armée rouge avait été annoncée. Les premiers volontaires rejoignirent ses rangs en mai 1943 et furent enrôlés dans le 25e régiment de chars distinct (depuis février 1944, un régiment faisant partie de la 52e armée du 2e front ukrainien), qui participa aux hostilités sur le territoire de l'Ukraine et de la Moldavie., Roumanie, Hongrie et Tchécoslovaquie.
En septembre 1943, le deuxième groupe de volontaires (206 personnes) est enrôlé dans la 8e division de cavalerie, où ils participent à un raid sur les arrières allemands dans l'ouest de l'Ukraine. Au total, pendant les années de guerre, jusqu'à 8 000 habitants de la République populaire de Touva et de Touva soviétique ont servi dans les rangs de l'Armée rouge, beaucoup d'entre eux ont reçu des ordres et des médailles de l'URSS et de la République populaire de Touva pour leurs mérites militaires.

## Sous l'URSS

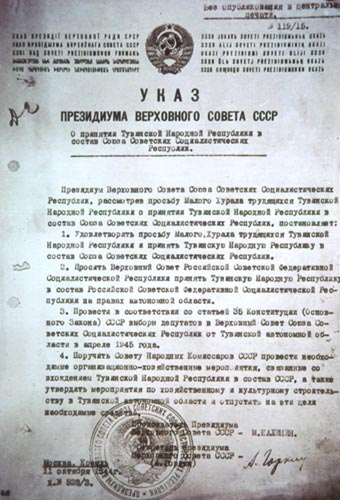
Décret « Sur l'admission du Tannou-Touva à l'URSS » du 11 octobre 1944.

Le 11 octobre 1944, avec l'approbation du petit Khoural touvain, le Touva est annexé par l'URSS, intégré sous le nom d'oblast autonome de Touva, bien qu'il n'y ait pas eu de consultation à l'échelle du pays sur la question. Le Khoural formalise l'annexion lors de sa dernière session, le 1er novembre 1944. Le petit Khoural est transformé en Conseil des députés des travailleurs de l'oblast autonome de Touva, avec à sa tête le comité exécutif du Conseil régional des députés des travailleurs. Ces nouveaux organes ont été dépourvus de leur pouvoir, étant donné que c'est Salchak Toka qui garde le pouvoir jusqu'à sa mort en 1973.
L'oblast autonome de Touva devient la RSSA de Touva le 9 octobre 1961 et elle est reconnue par décret du Præsidium du Soviet suprême le lendemain 10 octobre. Le 8 décembre 1961, le Soviet suprême de l'Union soviétique reconnait la nouvelle entité administrative à son tour.

## Fédération de Russie depuis 1990
À la fin de la guerre froide, Touva accède à plus d'autonomie et c'est ainsi qu'en 1990, le pays déclare sa souveraineté, tout en faisant partie de la fédération de Russie. En 1993, une nouvelle version de la Constitution de la république a été adoptée, avec comme nom de la région « République de Touva ».

Revendications territoriales de la république de Chine (Taïwan)

Du fait de son passé au sein de la république de Chine avant 1921, le Touva fait encore aujourd'hui l'objet, comme l'ensemble de la Chine, d'une revendication territoriale de Taïwan[source insuffisante], revendication qui n'est toutefois pas poursuivie activement depuis plusieurs décennies.
La République populaire de Chine reconnaît la pleine souveraineté de l'URSS sur Touva en 1989, quand les deux puissances se réconcilient, après une longue rupture de presque trente ans. En réponse, l'URSS ne reconnaît que la république populaire de Chine, et rompt toutes ses relations avec Taïwan.
Dans la Constitution actuelle de la République de 2001, les noms « République de Touva » et « Touva » sont devenus équivalents. La Constitution, adoptée lors d'un référendum le 6 mai 2001, ne contenait aucune mention de souveraineté et égalisait les droits des langues russe et touvan. En outre, la Constitution de 2001 a aboli le poste de président de la république et le chef de la région a été déclaré président du gouvernement, nommé par le président de la Russie (rétabli au suffrage universel par la suite).
L'invasion russe de l'Ukraine a eu un important impact sur Touva et sa population. Avec la Bouriatie, elle occupe la tête du classement du plus de morts par nombres d'habitants dans les sujets russes. D'après les habitants, les autorités ont donné des moutns en guise de compensation aux familles des soldats tués pendant la guerre. L'armée russe utilise beaucoup de touvains comme officiers de liaisons pour communiquer avec ses troupes touvaines, car les touvains sont peu russifiés, officiers de liaisons qui sont en première ligne, et qui, par conséquent, ont une grande chance d'être tués,.